# سكانزانو يونيكو
سكانزانو يونيكو (بالإيطالية: Scanzano Jonico)‏ هي بلدية في مقاطعة ماتيرا في إقليم بازيليكاتا الإيطالي.

## السكان
في سنة 1861 بلغ عدد السكان 1٬474 نسمة، وتطور العدد ليصل في سنة 2011 لـ 7٬171 نسمة.
يظهر هذا المخطط البياني تطور النمو السكاني لـ سكانزانو يونيكو

## توأمة
لسكانزانو يونيكو اتفاقيات توأمة مع:
- تريكاريكو